# Coryne caespes
Coryne caespes är en nässeldjursart som beskrevs av George James Allman 1871. Coryne caespes ingår i släktet Coryne och familjen Corynidae. Inga underarter finns listade i Catalogue of Life.